# Kemba Nelson
Kemba Nelson, née le 23 février 2000 à Montego Bay, est une athlète jamaïcaine, spécialiste des épreuves de sprint.

## Biographie
Le 29 mai 2021 à College Station, descend pour la première fois sous les 11 secondes sur 100 m en établissant le temps de 10 s 98 juste après avoir réalisé 10 s 91 avec un vent légèrement supérieur de 2,1 m/s. 
Le 24 juin 2022, elle se classe deuxième des Championnats de Jamaïque, derrière sa compatriote Shericka Jackson, en portant son record personnel à 10 s 88.
Lors des championnats du monde 2022, à Eugene, elle remporte la médaille d'argent relais 4 × 100 m, devancée par l'équipe américaine.

## Palmarès
| Date | Compétition           | Lieu       | Résultat | Épreuve   | Temps   |
| ---- | --------------------- | ---------- | -------- | --------- | ------- |
| 2022 | Championnats du monde | Eugene     | 2e       | 4 × 100 m | 41 s 18 |
| 2022 | Jeux du Commonwealth  | Birmingham | 2e       | 4 × 100 m | 43 s 08 |
| 2024 | Jeux olympiques       | Paris      | 5e       | 4 × 100 m | 42 s 29 |

## Records
| Épreuve | Temps   | Lieu     | Date         |
| ------- | ------- | -------- | ------------ |
| 100 m   | 10 s 88 | Kingston | 24 juin 2022 |